# イルダ・ド・リュクサンブール
イルダ・ド・リュクサンブール（仏:Hilda de Luxembourg；独:Hilda von Luxemburg, 1897年2月15日 - 1979年9月8日）は、ルクセンブルク大公家の一員。全名はイルダ・ソフィー・マリー・アデライード・ヴィレルミーヌ（Hilda Sophie Marie Adélaïde Wilhelmine de Luxembourg）。

## 生涯
ルクセンブルク大公ギヨーム4世とその妻でポルトガルの廃王ミゲル1世の娘であるマリー＝アンヌの間に生まれた。6人姉妹のうちの三女で、2人の姉マリー＝アデライードとシャルロットは、ルクセンブルク大公位を継承した。
1930年10月29日にベルク城において、ボヘミアの大貴族である兄系シュヴァルツェンベルク侯家家長アドルフと結婚した。侯爵夫妻は国家社会主義ドイツ労働者党（NSDAP）の野心に反対しており、1939年にナチ党政府がチェコスロバキア併合を実施するとイタリアに避難し、1940年にはアメリカ合衆国に亡命した。
第2次世界大戦終結後、1945年のベネシュ布告では対独協力者ではないため所領没収を免れたが、1947年に議会を通過した「シュヴァルツェンベルク法（Lex Schwarzenberg）」により、強引にチェコスロバキア領内の所領を没収された。こうした事情により、戦後はやむなくオーストリアの所領に身を落ちつけた。侯爵夫妻の間に子供は無く、夫の従弟たちにも男子が無かったため、兄系シュヴァルツェンベルク家は1979年に断絶した。兄系と養子縁組した弟系シュヴァルツェンベルク侯家家長カールが、兄系の家督をも引き継いだ。